# إبراهيم الجازي
إبراهيم مشهور حديثة الجازي (1966 - ) سياسي أردني شغل منصب وزير دولة لشؤون رئاسة الوزراء في حكومة بشر الخصاونة منذ 12 أوكتوبر 2020. كما شغل في حكومة عون الخصاونة منصب وزير العدل  من 9 إلى 27 نيسان 2012 ومنصب وزير دولة للشؤون القانونية من 24 تشرين الأول 2011 إلى 26 نيسان 2012.

## المؤهلات العلمية
- شهادة الماجستير في القانون الدولي من جامعة إسكس.[2]
- دكتوراه في القانون الدولي من جامعة لندن.

## المناصب
- محام دولي في مجالات القانون الدولي العام والمسائل المتعلقه بحقوق الإنسان وقانون البيئة وقانون البحار والقانون الإنساني والمعاملات الدولية والأمور التجارية وأمور الملاحة البحرية.[2]
- عضو في نقابة المحامين الأردنيين، عضو في نقابة المحامين الدوليين في لندن.
- عضو في جمعية القانون الدولي في لندن.
- عضو في المنظمة العربية لحقوق الإنسان في القاهرة.
- عضو في منظمة العفو الدولية لحقوق الإنسان في المملكة المتحدة.
- عضو في جمعية المحامين العرب في لندن.
- عضواً في اللجنة الأردنية الوطنية للمحكمة الجنائية الدولية.
- عضو مجلس إدارة جمعية الشرق الأوسط للقانون الدولي.
- عضو في جمعية المنتدى الأردني لحوكمة الشركات.
- عضو في الجمعية الأردنية للمنافسة.
- عضواً في محور التشريع والعدل المنبثق عن الأجندة الوطنية.
- 2011-2012 وزير دولة للشؤون القانونية
- 2012 وزير العدل.